# 三線兵鯰
三線兵鯰，為輻鰭魚綱鯰形目美鯰科的其中一種，為熱帶淡水魚。分布於南美洲秘魯亞馬遜河至蘇利南沿岸淡水流域，體長可達6.1公分，棲息在底層水域，生活習性不明，可做為觀賞魚。

## 扩展阅读
維基物種上的相關：三線兵鯰